# Ocnogyna boeticum
Ocnogyna boeticum is een beervlinder uit de familie van de spinneruilen (Erebidae). De wetenschappelijke naam van de soort is voor het eerst geldig gepubliceerd in 1836 door Jules Pierre Rambur. Andere schrijfwijzen voor de soort zijn: Ocnogyna boetica, Ocnogyna baetica, Trichosoma boeticum en Trichosoma boetica.

## Beschrijving

### Vlinder
De mannelijke motten hebben een spanwijdte van 20 tot 29 millimeter. De vleugels hebben een opvallende zwart - witte rastertekening. De onderzijde van de vleugels zijn  eveneens zwart-wit gekleurd maar met een zwakkere intensiteit. Er is een sterk seksueel dimorfisme tussen de twee geslachten. De vleugels van de vrouwtjes zijn gereduceerd tot kleine stompjes waardoor ze niet kunnen vliegen. Hun lichaam is harig wollig grijsbruin en heeft een lengte van 8 tot 15 millimeter. De voelsprieten van de mannetjes hebben aan beide kanten lange wimpers, die van de vrouwtjes zijn draadachtig en licht zaagtandig.

### Rups
De rupsen zijn zeer behaard en hebben grijsbruine wratten op elk segment. Jonge dieren zijn zwartachtig van kleur en hebben dikke roodbruine haren. Bij volgroeide rupsen is het haar op het voorste deel roodachtig, dat van het achterste deel grijsbruin of wit en witachtig aan de zijkanten. Af en toe verschijnen er bijna monochrome roodbruine exemplaren.

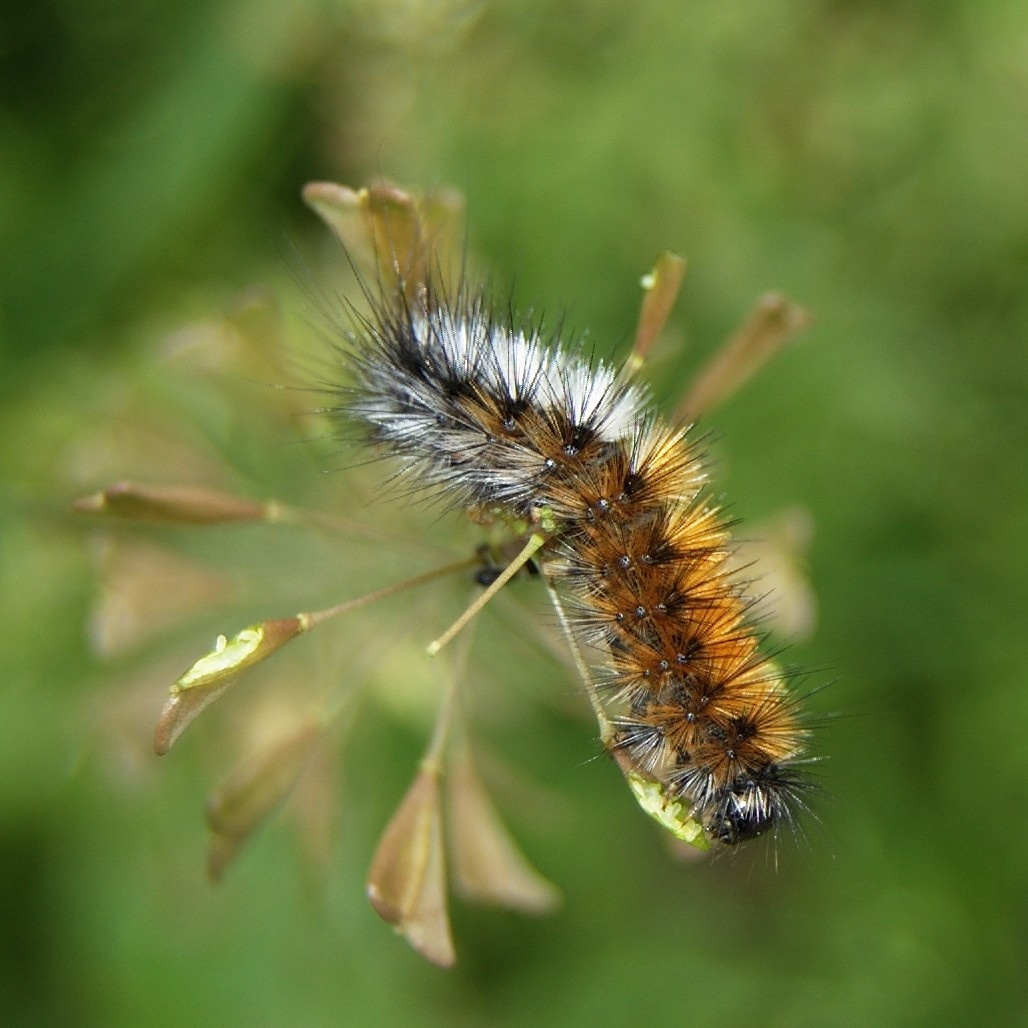
Volgroeide rups
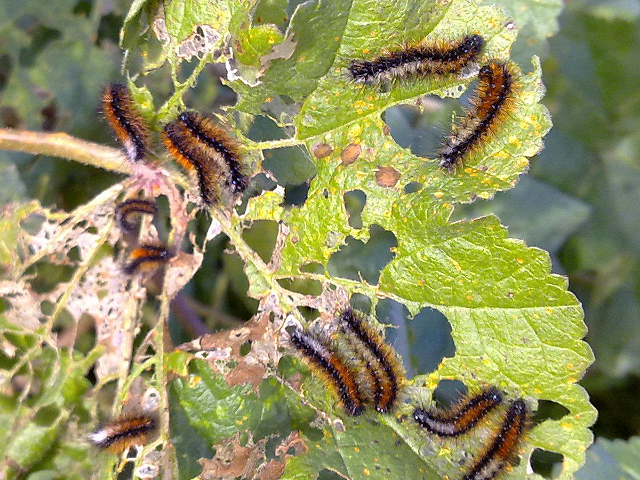
halfvolwassen rupsen

## Verspreiding
De soort is wijdverbreid in Noord-Afrika, op het Iberisch schiereiland, Sicilië en in Midden-Italië. Hij leeft het liefst in zonnige gebieden dicht bij de kust tot in de middelgebergten.

## Levenswijze
De belangrijkste vliegtijd van de volwassenen die in één generatie vliegen, omvat de maanden november en december, in het noorden van hun bereik ook januari en februari. Na de paring leggen de vrouwtjes de eieren in grote aantallen op stenen of lage begroeiing. De jonge rupsen leven aanvankelijk in grote groepen in gesponnen nesten. Volwassen rupsen leven individueel. Vanwege de late vluchttijd van de motten en de eigenaardigheid van de rupsen om op jonge leeftijd een web te maken, wordt de soort in het Engels soms aangeduid als ``Winter Webworm``. De belangrijkste voedselplanten voor de rupsen zijn de bladeren van peulvruchten, zoals Esparcette, klaver en diverse grassen. De rupsen zijn vaak besmet met parasieten. De verpopping vindt plaats in een cocon in de grond. De soort overwintert in het eistadium.